# Clubul Alpin Român
Der Clubul Alpin Român (CAR;  deutsch Rumänischer Alpenverein) ist ein Alpiner Verein mit Sitz in Bukarest in Rumänien. Er wurde im Jahr 1934 gegründet.

## Geschichte
1933 hatte Nicolae Dimitrie, ein Mitglied einer Gruppe namens Gruparea Alpină, die Idee, einen Verein zu gründen, der rumänische Bergsteiger zusammenbringt. Zu dieser Zeit konnte er aber nur acht Personen dafür zusammenbringen. Das war nach damaligen rumänischen Recht für eine Vereinsgründung zu wenig. Daher beschlossen sie, sich einem älteren Verein namens ADMIR anzuschließen.
Das erste Jahr war voller intensiver Aktivität. Unter anderem wurde das Magazin Buletinul Alpin gegründet, das Bergrouten veröffentlichte. Auch wurden verschiedene Ausflüge für Bergfreunde organisiert.
Nach einem Jahr Zusammenarbeit mit dem Mutterverein ADMIR  zog sich die Alpengruppe zurück und gründete am 18. März 1934 den Clubul Alpin Român.

## Aktivitäten
Der CAR ist seit 1934 UIAA-Mitglied sowie seit 2017 Mitglied im EUMA.
Die Hauptaktivitäten betreffen:
- Förderung und Ausbildung der wichtigsten Bergsportarten auf nationaler Ebene
- Bergrettung
- Bau, Wartung und Verwaltung von Notunterkünften
- Spitzensport
- Wandern und Skifahren
- Alpencamps für Familien
- Jugendbergsteigen
- Umweltschutz, von Schutzgebieten
- wissenschaftliche Forschung in Bezug auf die Umwelt
- kulturelle Aktivitäten
- Publikationen